# Edisud
Editrice del Sud Edisud S.p.A. è stata la casa editrice de La Gazzetta del Mezzogiorno, il più importante quotidiano in Puglia e in Basilicata.

## Storia
Nel 2004, Edisud vende per circa 5 milioni il pacchetto di maggioranza (90% delle quote) dell'emittente Antenna Sud a un gruppo di imprenditori pugliesi facenti capo all'avvocato Fabrizio Lombardo Pijola. La partecipazione del 10% in Antenna Sud in seguito è scesa a poco più del 2% a causa di aumenti di capitale non sottoscritti.
Il 30 aprile 2008, la Società Editrice Sud Spa, con un'operazione da 35 milioni di euro cede il proprio pacchetto azionario (il 30% di Edisud), tramite Bari Editrice, alla Fimco spa di Noci di proprietà del Gruppo imprenditoriale Fusillo (settore edile). L'operazione, seguita sul piano finanziario dalla Banca Popolare di Bari ha variato l'assetto societario che pure continua a rimanere saldamente in mano a Mario Ciancio Sanfilippo.
Il 9 febbraio 2011 Finanziaria Tosinvest (Angelucci) ha acquistato per 17 milioni di euro dalla famiglia Fusillo di Noci il 51% di Bari Editrice s.r.l., proprietaria del 30% di Edisud.
Nel giugno del 2011 Edisud vende l'emittente albanese News24 e il quotidiano albanese Gazeta Shqiptare (terzo quotidiano del Paese per numero di copie vendute) per 6 milioni di euro.
Nel novembre 2011 Musa International, società del Gruppo Sorgente, ha acquistato tramite una sua controllata il 30% di Edisud Spa detenuto dalla Bari Editrice Srl3.

### Il sequestro e il fallimento
Il 24 settembre 2018 il Tribunale di Catania dispone il sequestro delle quote di Edisud di proprietà della Domenico Sanfilippo Editore S.p.A (il 69% del totale). Nei mesi successivi Finanziaria Tosinvest (editore di Libero, Il Tempo ed il Corriere dell'Umbria) e Musa International (editore del quotidiano Il Foglio e del mensile Tempi) si dichiarano disponibili all'acquisto delle quote sequestrate.
Il 15 giugno 2020 il Tribunale di Bari ha dichiarato fallita la società.

## Azionisti di Edisud
- 69% Domenico Sanfilippo Editore S.p.A (sotto sequestro giudiziario);
- 30% Musa International (società di Sorgente Group);
- 1% Sedit s.r.l. di Giacomo Gorjux.